# Švicarska ženska softbolska reprezentacija
Švicarska ženska softbolska reprezentacija predstavlja državu Švicarsku u športu softbolu.
Krovna organizacija: Schweizer Baseball und Softball Verband

## Postave

### EP 2007.
Breitenmoser, Casparis, Gillieron, Joller, Lapierre, J. Mack, K. Mack, Meierhans, Simitovic, Staub, Steimen, Wanner, Zürcher, Zihlmann, Späni, Zingg, Bucher.
Igračica Chantal Breitenmoser nastupa za zagrebački klub "Prinz".

## Nastupi na EP
- Settimo Torinese 1995.: 12.
- divizija "B", Prag 1997.: 4.
- divizija "B", Antwerpen 1999.: 5.
- divizija "B", Beč 2001.: 6.
- divizija "B", Caronno, Pertusella-Saronno, Italija 2003.: 4.
- divizija "B", Prag 2005.: -
- divizija "B", Zagreb 2007.:

## Vanjske poveznice
- Postava na EP 2007.  Arhivirana inačica izvorne stranice od 2. srpnja 2007. (Wayback Machine)